# Israel Kirzner
Israel Meir Kirzner (Londra, 13 febbraio 1930) è un economista e rabbino britannico naturalizzato statunitense, esponente della scuola austriaca.

## Infanzia
Figlio di un rabbino molto conosciuto, Kirzner è nato a Londra, si trasferì successivamente in Sudafrica e infine si stabilì definitivamente negli Stati Uniti.

## Istruzione
Dopo aver studiato tra il 1947 e il 1948 nella University of Cape Town in Sudafrica e tra il 1950 e il 1951 a Londra all'University of London External Programme, ha ottenuto il suo Bachelor of Arts Summa cum laude al Brooklyn College di New York nel 1954. successivamente ha ottenuto il Master in Business Administration (1955) e il Ph.D. (1957) alla New York University, dove ebbe come docente anche Ludwig von Mises.

## Economia
I lavori maggiormente conosciuti di Kirzner sono quelli riguardanti l'imprenditorialità e l'etica del mercato. L'economista che ebbe maggior peso sul pensiero economico e metodologico kirzneriano è stato sicuramente Ludwig von Mises, che fu tra l'altro anche docente di Kirzner alla New York University.

## Esperto ebreo ortodosso
Kirzner è stato anche ordinato a grado di Haredi (il grado più conservatore della religione ebraica), nonché studente del Talmud. Da quando è stato nominato rabbino dal padre fa parte della congregazione di Brooklyn. È uno dei più famosi discepoli del rabbino statunitense Isaac Hutner, uno dei più importanti al mondo.

## Opere

### Autore
- The Economic Point of View, 1960
- Market Theory and the Price System, 1963
- An Essay on Capital, 1966
- Competition and Entrepreneurship, 1973
- Perception, Opportunity and Profit Studies in the Theory of Entrepreneurship, 1985
- Discovery, Capitalism and Distributive Justice, 1989
- The Meaning of Market Process, Essays in the Development of Modern Austrian Economics, 1992

### Curatore
- Method, Process, and Austrian Economics: Essays in Honor of Ludwig von Mises, 1982
- Subjectivism, Intelligibility and Economic Understanding: Essays in Honor of Ludwig M. Lachmann on his Eightieth Birthday, 1986
- Classic in Austrian Economics: A Sampling in the History of a Tradition, 1994